# ألياف ركبية
الألياف الركبية (بالإنجليزية: Geniculate fibers)‏ هي ألياف تقع في منطقة الركبة في المحفظة الغائرة. تنشأ في الجزء الحركي من القشرة الدماغية، وبعد أن تمر الألياف للأسفل خلال قاعدة السويقة الدماغية مصاحَبَة بالألياف الدماغية النخاعية يحدث التصالب وتنتهي في النوى الحركية للأعصاب القحفية في الجهة المعاكسة.